# Moda aristocratica
La moda aristocratica o aristocrat (o madame quando è riferita alla versione femminile di questo stile) è uno stile di abbigliamento nato in Giappone tra la fine degli anni novanta e l'inizio degli anni duemila improntato sugli abiti indossati dalla nobiltà e dal ceto medio nell'Europa ottocentesca e all'abbigliamento dandy, rivisitato in chiave moderna e talvolta unito ad altri tipi di abbigliamento come il Gothic Lolita e la moda gotica. 
Gli indumenti più utilizzati sono camicie e bluse in tono con l'epoca a cui si riferisce, corsetti, gonne lunghe e cappotti dal taglio lineare ma elaborato. Questo tipo di abbigliamento si basa sull'eleganza e sull'androginia. Il trucco, utilizzato sia da uomini che da donne tende ad essere marcato, anche se non esagerato, e maturo.
Quando questa moda è riferita ad una donna, si usa il termine madam invece di aristocrat.
Sottostili di questa moda sono:
- Erotic (Ero) Aristocrat: una versione più erotica della moda aristocratica, vengono usati abiti che scoprono di più il corpo, lacci e scollature.
- Gothic Aristocrat: moda nata in Giappone nel 1999 dall'unione della moda aristocratica con la moda gotica.
- Sweet Aristocrat: una versione improntata su colori più chiari, generalmente pastello, e su un'estetica fanciullesca. Di fatto è un connubio con lo stile Lolita.